# Palau Novella
El Palau Novella o Monestir budista del Garraf és una antiga casa d'indians que actualment ha estat convertida en un monestir budista –Sakya Tashi Ling. Es troba al Parc Natural del Garraf, a la urbanització de la Plana Novella, al municipi d'Olivella (Garraf). És una obra inclosa en l'Inventari del Patrimoni Arquitectònic de Catalunya.

## Descripció
A uns tres quilòmetres a llevant de Jafra, en un lloc relativament pla, hom troba l'heretat de la Plana Novella, a 280 metres d'altitud. És un edifici de caràcter eclèctic que té en el seu interior una sèrie de decoracions interessants com pot ser una sala neoàrab. Exteriorment imita un fortí amb un mur alt, amb garites a les cantonades i als costats de les portes. Quan s'entra al recinte, hi ha un pati que porta -cap a l'esquerra- al pati dels llimoners on hi ha el safareig gaudinià i -cap a la dreta- a les bodegues, el lagars, el pou i la capella. El nucli principal, de grans dimensions, té una estructura simètrica amb dos cossos laterals i un de central més simple, d'una alçada superior amb coberta de teula a dos vessants i una torreta de planta quadrada, que sobresurt i descansa damunt el carener de la teulada.

## Història
El 1875, la família Raventós va vendre l'antiga masia Plana Novella, a més dels masos les Piques i el Corral, a Pere Domenèch i Grau -natural de l'illa Cristina i resident a Cuba- i la seva esposa Maria de Vilanova. El nou propietari feu incloure les seves possessions al benefici de la llei de colònies i així obtingué l'exempció de l'impost de consum i altres serveis per les famílies que hi habitaven. El terreny fou declarat colònia agrícola per Alfons XII el 1885. Les obres de construcció del palau van acabar el 29 d'octubre de 1890. Els propietaris només van gaudir-la sis anys, ja que es van arruïnar perquè l'any 1893 es va declarar la fil·loxera. Per això, el 1896 la finca va sortir a subhasta pública. Des de llavors el palau ha tingut diferents propietaris que han mantingut les seves portes tancades, fins que l'any 1996 s'hi va instal·lar una comunitat budista que ha restaurat l'edifici i hi ha creat un museu.

## Galeria d'imatges

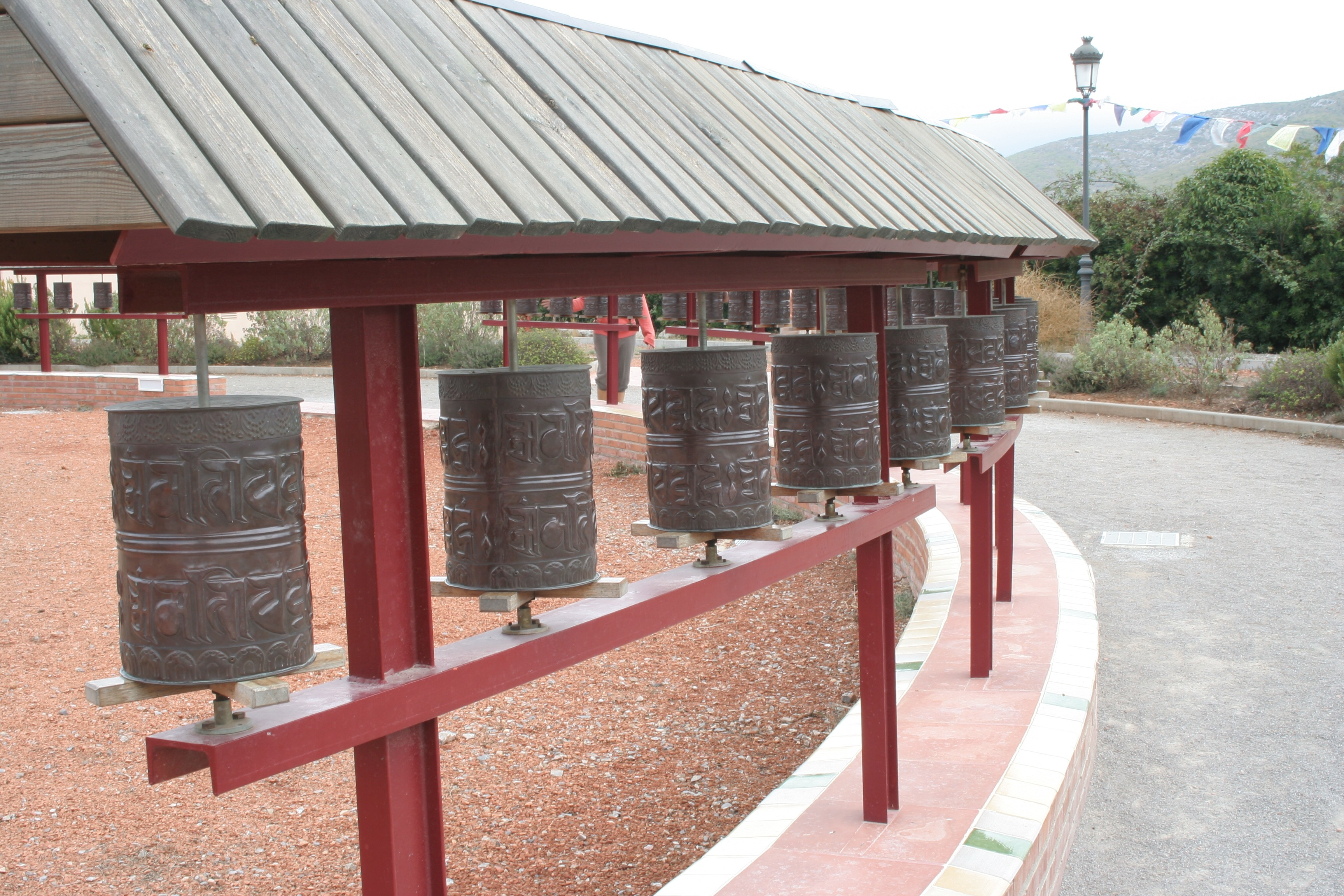
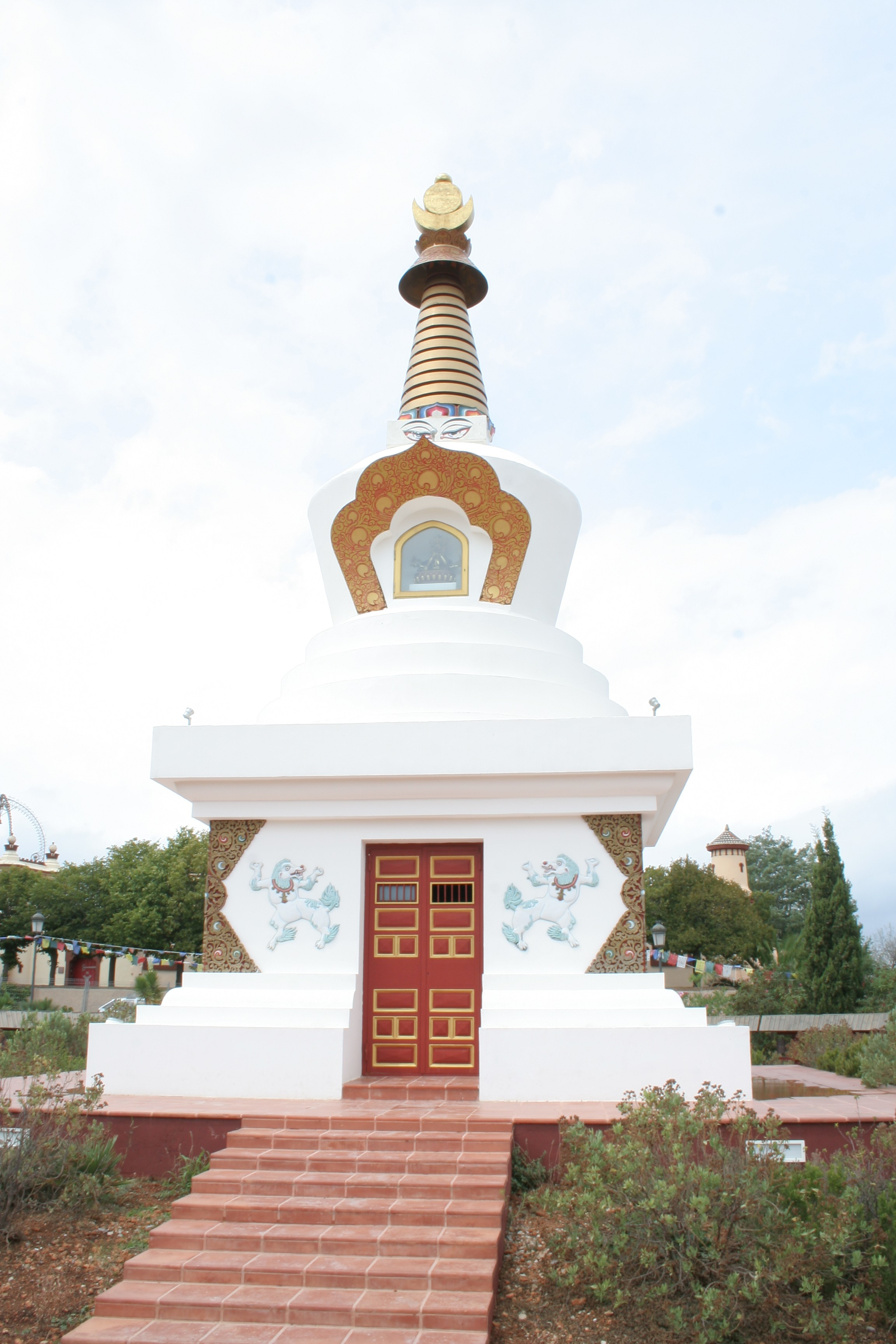
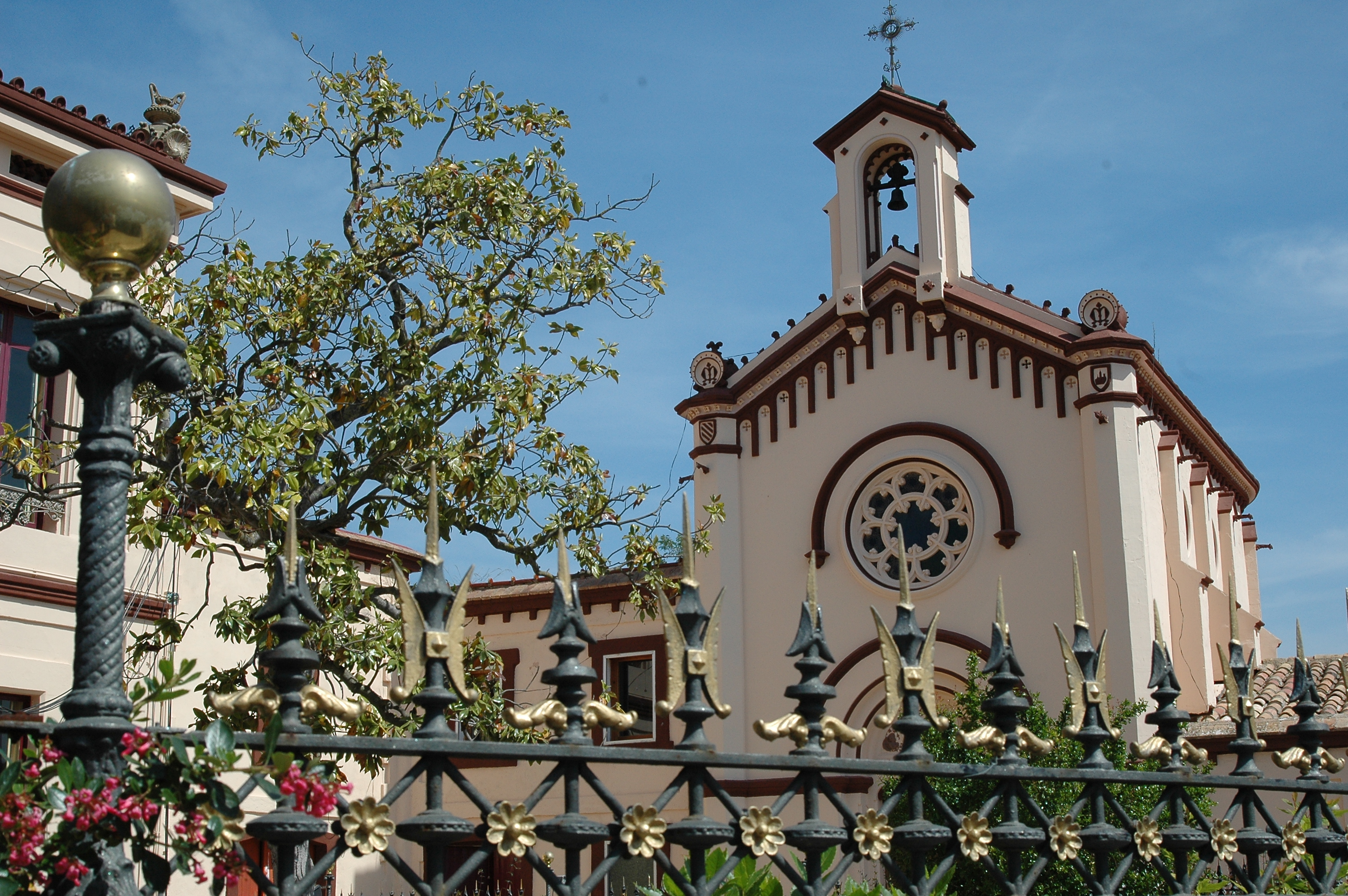
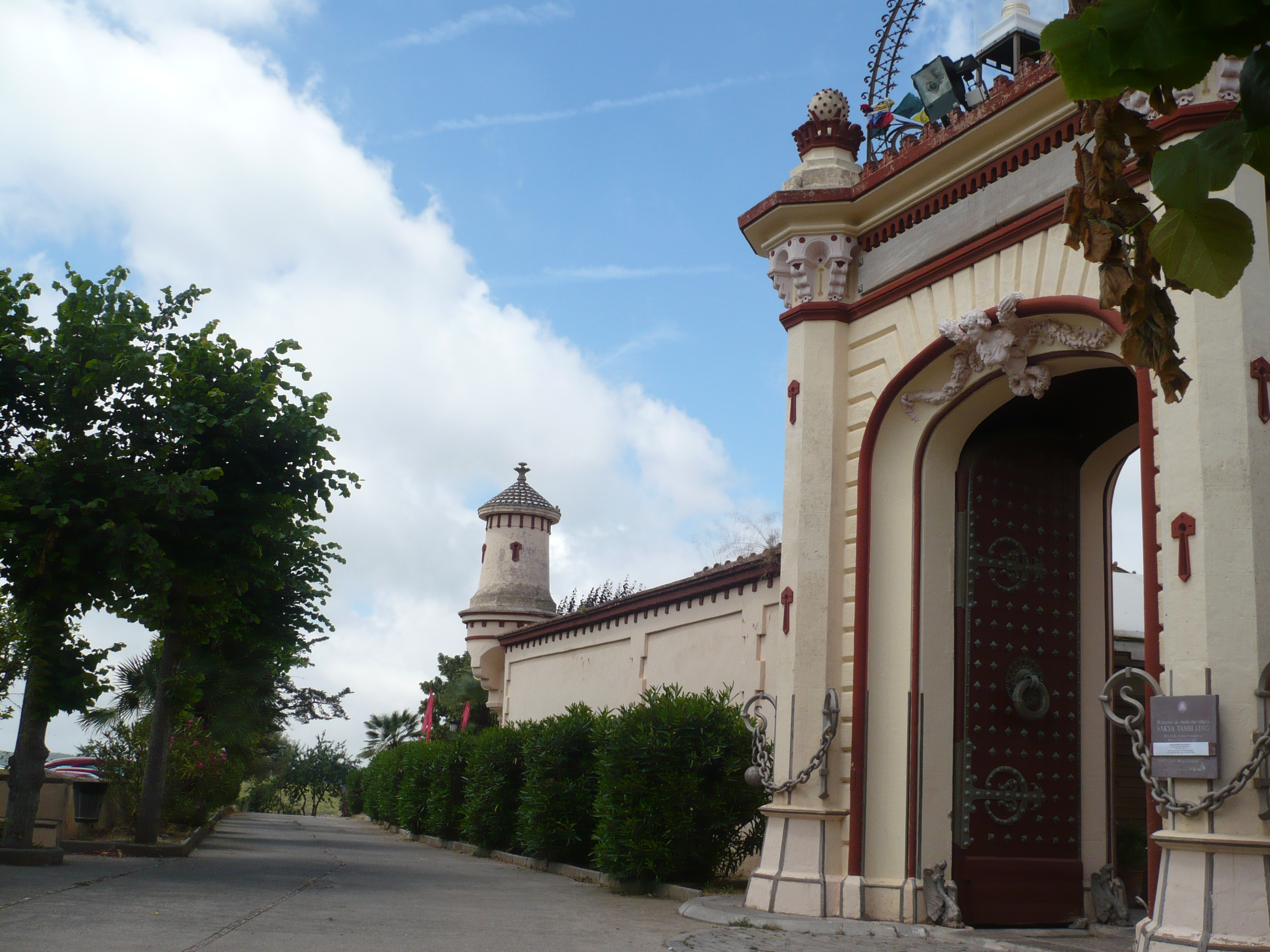
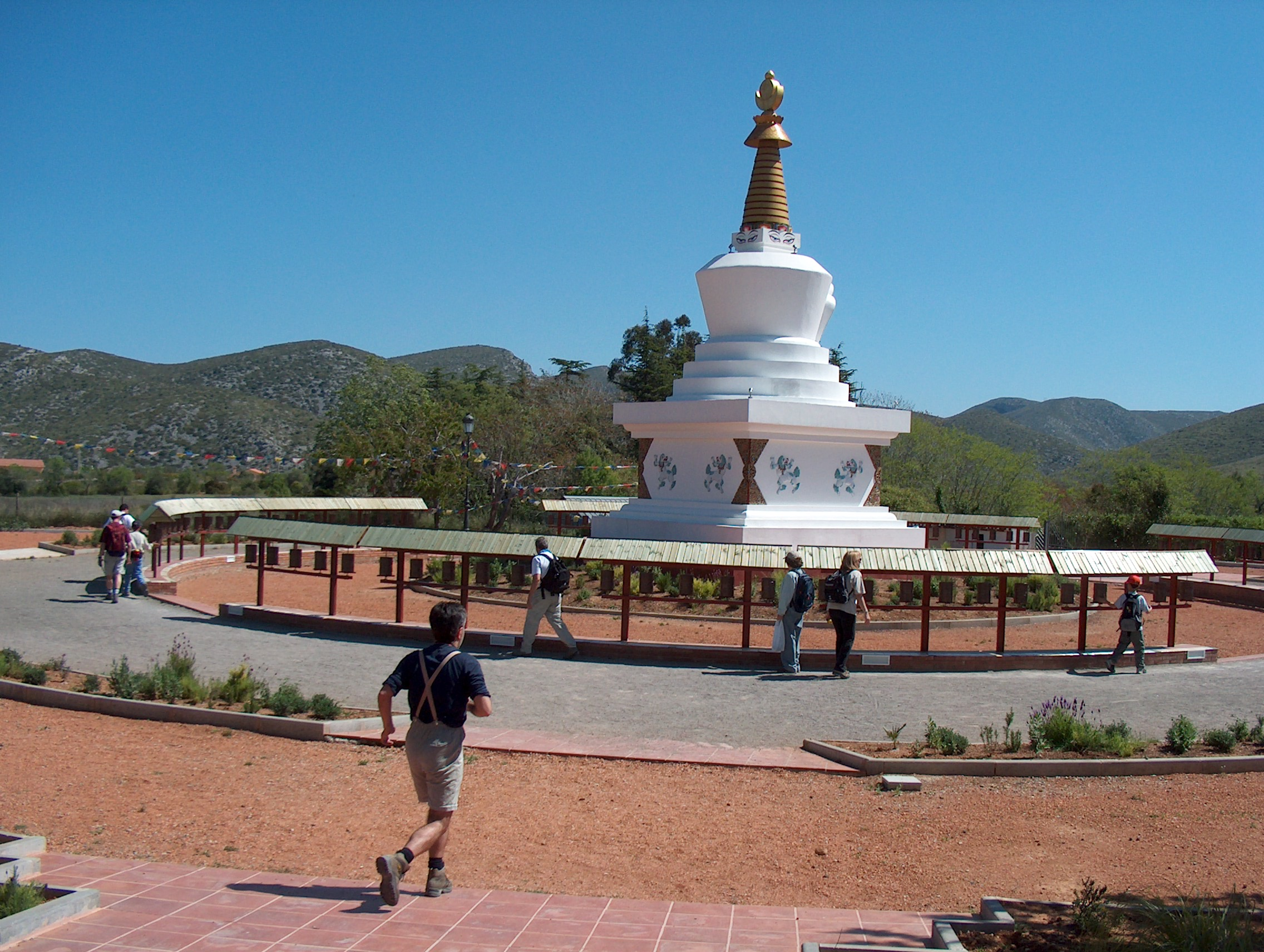
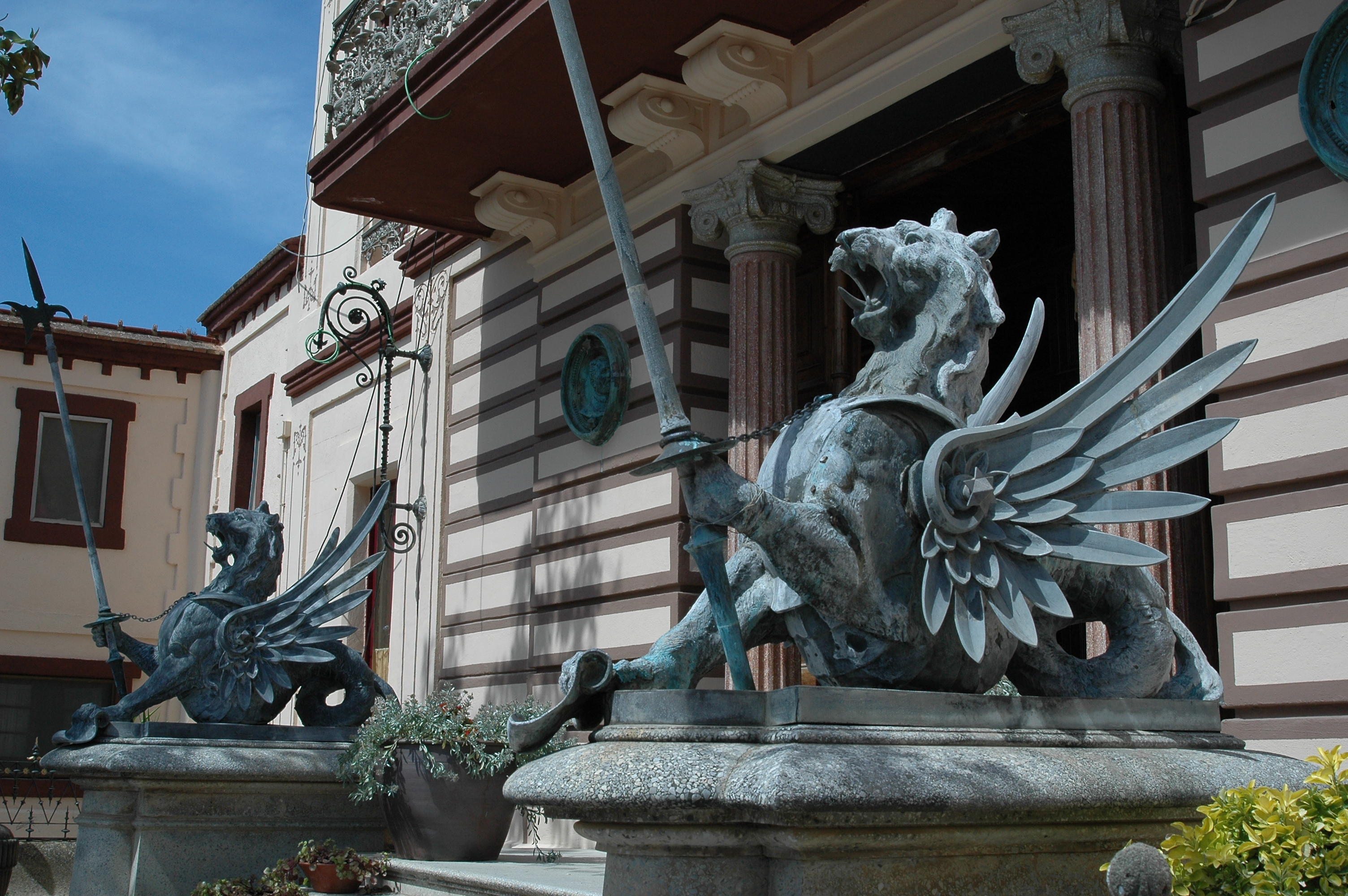